# Meterginus
Genre
Meterginus est un genre d'opilions laniatores de la famille des Cosmetidae.

## Distribution
Les espèces de ce genre se rencontrent du Brésil au Mexique.

## Liste des espèces
Selon World Catalogue of Opiliones (27/07/2021) :
- Meterginus affinis Roewer, 1963
- Meterginus albonotatus (Goodnight & Goodnight, 1953)
- Meterginus apicalis Pickard-Cambridge, 1905
- Meterginus basalis Pickard-Cambridge, 1905
- Meterginus dorsalis Pickard-Cambridge, 1905
- Meterginus flavicinctus (Gervais, 1842)
- Meterginus inermipes Roewer, 1947
- Meterginus latesulfureus (Simon, 1879)
- Meterginus marginellus (Simon, 1879)
- Meterginus marmoratus (Roewer, 1912)
- Meterginus obscurus (Sørensen, 1932)
- Meterginus prosopis Roewer, 1912
- Meterginus serratus Roewer, 1912
- Meterginus simonis (With, 1932)
- Meterginus tibialis Pickard-Cambridge, 1905
- Meterginus togatus (Sørensen, 1932)
- Meterginus zilchi Roewer, 1954

## Publication originale
- Pickard-Cambridge, 1905 : « Order Opiliones. » Biologia Centrali-Americana, Zoology, Arachnida - Araneida and Opiliones, vol. 2, p. 561–610 (texte intégral).